# Bugaj (Kąty)
Bugaj – część wsi Kąty w Polsce, położona w województwie łódzkim, w powiecie łaskim, w gminie Widawa.
W latach 1975–1998 Bugaj należał administracyjnie do województwa sieradzkiego.
W okresie międzywojennym była to kolonia, która według danych ze Spisu Powszechnego z 30 września 1921 r. należała do gminy Dąbrowa Widawska w powiecie łaskim, w województwie łódzkim. Liczyła 87 mieszkańców, w tym 46 mężczyzn i 41 kobiet, którzy mieszkali w 15 budynkach. Wszyscy mieszkańcy zadeklarowali wyznanie rzymskokatolickie i narodowość polską.